# SC Praia Cruz
Sporting Clube da Praia Cruz ist ein professioneller Fußballverein aus São Tomé, der in der höchsten Liga von São Tomé und Príncipe spielt. Der Verein ist einer der erfolgreichsten des Landes mit über 30 offiziellen Titeln, darunter 8 nationale Meisterschaften und 6 Pokalsiege.
Der Verein wurde 1982 erstmals Meister und Pokalsieger. Er ist eine Tochterorganisation des portugiesischen Sporting Clube de Portugal und dessen 82. offizieller Ableger. Weitere Ableger sind u. a. SC Príncipe und SC São Tomé.

## Geschichte
Sporting Praia Cruz errang seine ersten Titel 1982 (Insel- und Landesmeister sowie Pokalsieger). Es folgten Meistertitel 1985, ein Triple 1994, und Erfolge im nationalen Pokal (1998, 2000). 2013 gewann der Klub erneut ein Triple (Meister, Pokal, Supercup) und nahm an der CAF Champions League 2014 teil, schied jedoch gegen Stade Malien aus.
2015 war eines der erfolgreichsten Jahre: Sporting gewann fünf von fünf möglichen Titeln (Insel-, Landesmeister, Pokal, Supercup, Regionalpokal). 2016 wiederholten sie diese Leistung fast vollständig. Trotz sportlicher Erfolge verzichtete der Klub auf internationale Auftritte (z. B. 2017 CAF Champions League) aus finanziellen Gründen.

## Stadion

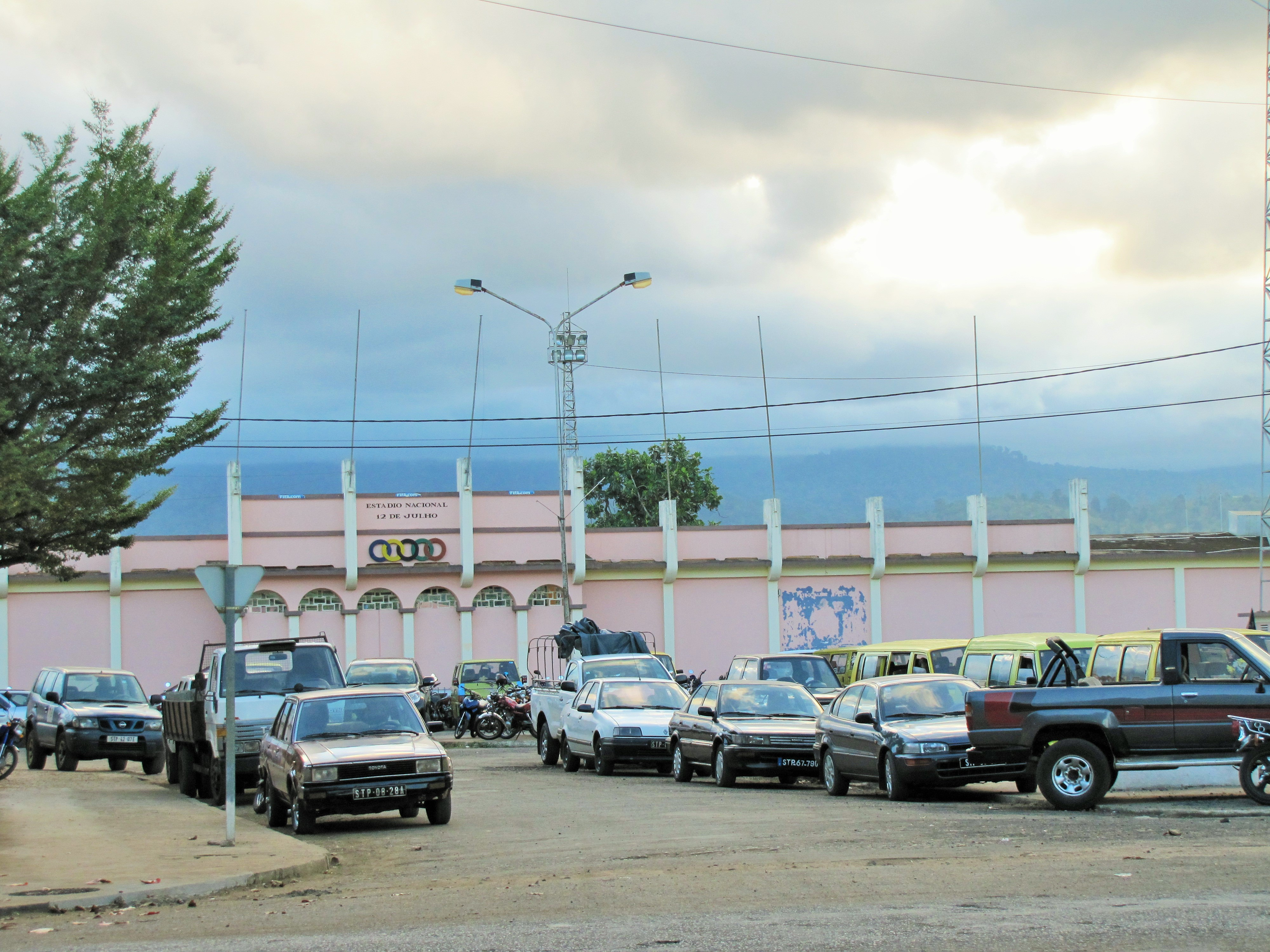
Estádio Nacional 12 de Julho

Das Heimstadion ist das Estádio Nacional 12 de Julho in São Tomé, das 6500 Zuschauer fasst. Auch andere Topklubs wie Vitória Riboque, Aliança Nacional und Andorinha SC tragen dort Spiele aus.

## Wappen
Das Wappen ähnelt dem früheren Logo von Sporting Lissabon. Es zeigt ein grünes Schild mit einem Löwen und einem Fußball. Anders als bei anderen Sporting-Ablegern wie in Kap Verde, Guinea-Bissau oder Angola, zeigt das Wappen auch lokale Elemente.

## Trikots
Der Klub wird von Adidas ausgestattet. Die Heimfarben sind grün-weiß, Ausweichtrikots sind gelb oder blau. Historisch trug der Klub Trikots ähnlich dem Mutterverein Sporting Lissabon, doch seit 2014 verwendet man eigene Designs mit lokalen Farben.

## Erfolge

### National
Campeonato Santomense (Meisterschaft): 8
1982, 1985, 1994, 1999, 2007, 2013, 2015, 2016
Taça Nacional (Pokal): 6
1982, 1993, 1994, 1998, 2000, 2015
Supertaça Nacional (Supercup): 5
1999, 2000, 2013, 2015, 2016

## Statistik in den CAF-Wettbewerben
| Wettbewerb                | Runde    | Gegner       | Hinspiel | Rückspiel |
| ------------------------- | -------- | ------------ | -------- | --------- |
| CAF Champions League 2014 | 1. Runde | Stade Malien | 3:2 (H)  | 0:5 (A)   |
| CAF Champions League 2016 | 1. Runde | Warri Wolves | -:- (H)  | -:- (A)   |